# آکسبریج، انتاریو
آکسبریج (انگلیسی: Uxbridge) شهرکی در شهرستان دورام واقع در جنوب مرکزی انتاریو در کانادا است. این شهرک نامش را از آکسبریج لندن که برگرفته از «پلِ ویکسان» (Wixan's Bridge) است. کوئیکرها از حوالی سال ۱۸۰۶ نخستین ساکنان این منطقه مسکونی بودند که در سال ۱۸۵۰ جزئی از شهرستان تاریخی یورک شد. زبان انگلیسی، زبان مادری ۹۱٫۷٪ از ساکنان منطقه است و زبان فرانسوی، زبان آلمانی و زبان ایتالیایی، به‌ترتیب زبان‌های رسمی ۱٫۰٪، ۱٫۴٪ و ۱٫۰٪ از مردم منطقه است.
آکسبریج مطابق سرشماری ۲۰۲۱ اداره آمار کانادا ۲۱٬۵۵۶ نفر جمعیت داشت که در ۸٬۰۰۸ خانه شخصی از مجموع ۸٬۳۱۰ خانهٔ منطقه زندگی می‌کردند که نسبت به جمعیت ۲۱٬۱۷۶ نفری آن در سال ۲۰۱۶ میلادی، ۱٫۸٪ افزایش یافته بود. مطابق آمار سال ۲۰۲۱، مساحت آکسبریج ۴۲۰٫۵۲ کیلومتر مربع و تراکم جمعیتی آن ۵۱٫۳ نفر در هر کیلومتر مربع بود.